# Kewra (huile essentielle)

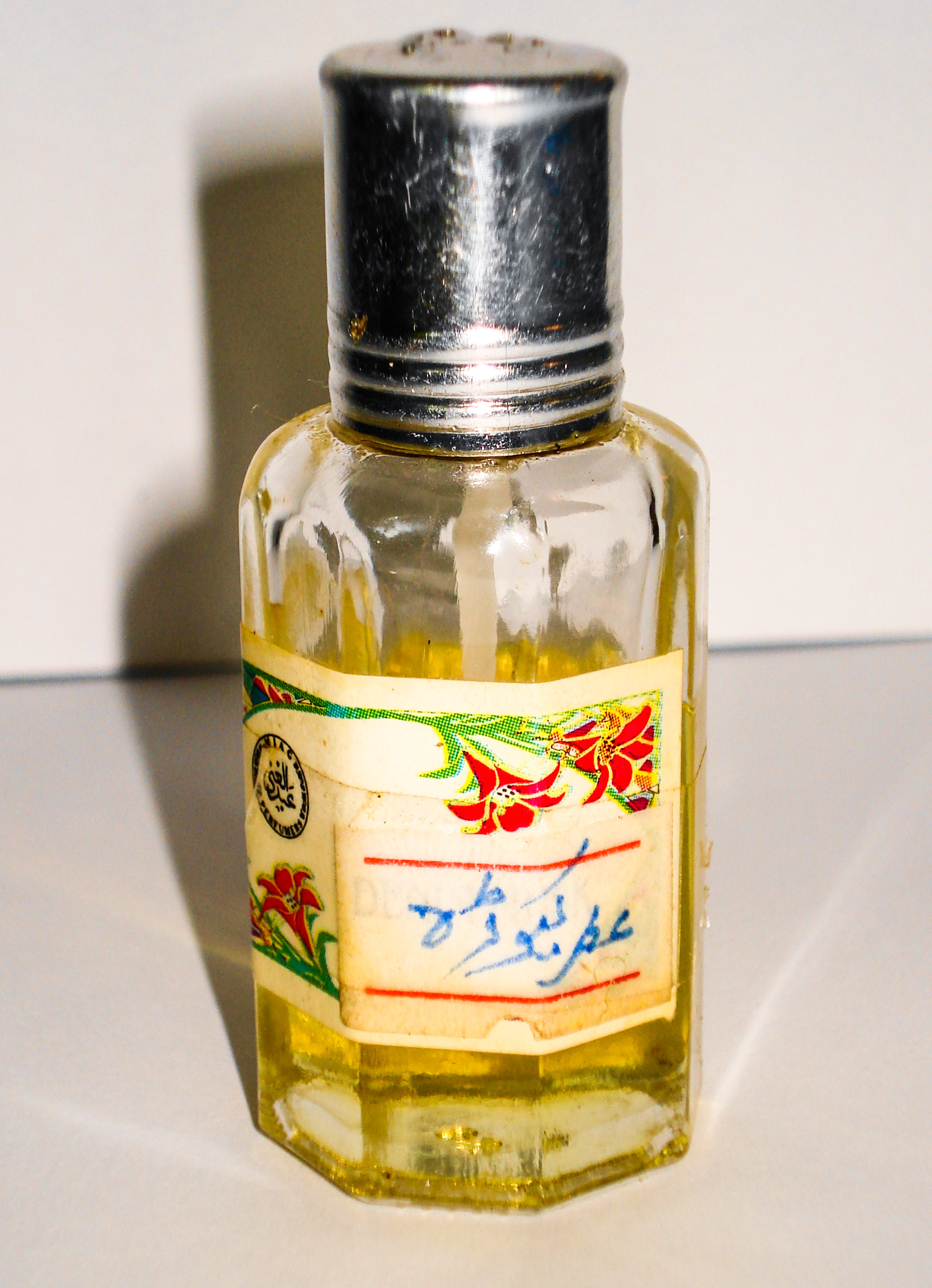
Bouteille de Kewra en provenance du Pakistan.

Le kewra, keora ou kewda (hindi : केवड़ा, bengali : কেওড়া, ourdou : کیوڑہ, pendjabi : ਕੇਵੜਾ ou کیوڑا) est une huile essentielle distillée à partir de la fleur mâle du pandanus, spécifiquement de l'espèce pandanus fascicularis ou pandanus odorifer, appelée localement le kaitha ou le kewda. La plante est originaire d'Asie tropicale, trouvée en Asie du Sud, en Asie du Sud-Est et en Australasie, s'épanouissant particulièrement le long de la côte orientale de l'Inde.
L'huile, mais aussi l'eau issue de la distillation, l'hydrolat, sont principalement utilisées à des fins culinaires, employées comme aromates dans les cuisines du nord du sous-continent indien. Elles peuvent être, comme l'eau de rose, finement aspergées dans des mets de grandes occasions, typiquement ceux associés au répertoire culinaire des communautés musulmanes (notamment celles issues de Lucknow et de l'Aoude, de Hyderabad et du Deccan). Elles entrent en tant qu'arôme, dans la confection des zarda, tabac à chiquer parfumé indien, et de nombreux autres productions des industries agro-alimentaire et pharmaceutique, tels que le Rooh Afza. Le kewra est également utilisé dans la parfumerie traditionnelle indienne, à la fois comme parfum fonctionnel et dans les attars. 
Les fleurs de Kewra ont une odeur douce et parfumée avec une qualité agréable semblable à celle des fleurs de rose, mais le Kewra est plus fruité. Le distillat aqueux (eau de kewra ou eau de fleur de pandanus) est assez dilué.
L'Inde est le principal cultivateur de pandanus fascicularis, et le principal producteur de cette essence. Environ 95 % des fleurs de kewra exportées d'Inde sont récoltées dans la région de Berhampur en Orissa, qui correspond au district de Ganjam. Les zones côtières de Chhatrapur, Rangeilunda, Patrapur et Chikiti y sont remarquées pour leurs plantations de pandanus odorifer. Les fleurs sont distinguées selon leur terroir de culture, celles du littoral ont une note florale exquise qui rivalise avec celles provenant de l'intérieur des terres, les plus renommées étant celles endémiques et cultivées à Gopalpur-on-Sea. La fleur de kewra et son essence sont une source majeure de revenus dans le district de Ganjam, où il existait avant 2019 près de 200 distilleries déclarées.
La fleur et le rooh (l'huile essentielle ; distinguée du jal, l'hydrolat) de Kewda issus du terroir de Ganjam bénéficient d'un label d'indication géographique.

## Composition chimique
L'huile essentielle et l'eau florale sont obtenues par hydrodistillation des inflorescences staminées de Kewda (Pandanus odorifer. var. fasicularis). Les principaux composants de l'huile de kewda sont le 2-phényléthanol éther méthylique (65,6–75,4 %), le terpinène-4-ol (11,7–19,5 %), le p-cymène (1,0–3,1 %) et l'alpha-terpinéol (1,2–2,9 %). 